# 奚安竹
奚安竹（英語：Andrew James Seaton，1954年4月20日—），英國外交官，2008年4月至2012年9月出任第五任英國駐香港及澳門總領事，2015年4月出任香港英商會行政董事，2021年6月結束任期並轉任英中貿易協會總裁（Chief Executive）。
奚安竹早年曾經在香港等地供職，在外交部內曾負責對華事務，在出任駐港總領事以前，他曾在2003年至2007年在美國任英國駐芝加哥總領事。

## 生平

### 早年生涯
奚安竹在1954年4月20日出生，父母為艾伯特·威廉·西頓（Albert William Seaton）及瓊·麥肯齊（Joan Mackenzie）。奚安竹幼時入讀吉爾福德的皇家文法學校（Royal Grammar School），後來升讀列斯大學，於學內習中文時獲老師起漢化譯名「奚安竹」。奚安竹從列斯大學取得文學士榮譽學位畢業後，曾於中國北京大學深造。

### 外交生涯
奚安竹在1977年加入英國外交部，1979年至1981年到非洲達喀爾任英國駐塞內加爾大使館三等秘書，後來升任為二等秘書。在1982年至1986年期間，他曾任駐香港英國商務專員公署對華貿易科科長，至1987年調返倫敦外交部總部任人事政策司招聘事務主管，後又於1989年升任為遠東司中國處處長。
1992年至1995年間，奚安竹改任外交部轄下海外援助局（ODA）援助政策司副司長，後來在1995年重返香港任英國商務專員公署商務參贊，1997年香港主權移交後改任英國駐香港及澳門副總領事，至2000年調返外交部任中國司香港處處長。自2003年至2007年期間，奚安竹曾任英國駐芝加哥總領事。
曾經兩度在港任職的奚安竹，熟知中國及香港事務，過去曾主理有關香港及對華的商貿事務，故被外交部視為出任英國駐香港及澳門總領事的合適人選。奚安竹在2008年4月正式接替柏聖文，成為第五任英國駐港總領事。他任內關注香港的言論自由，並不時出席公開場合就不同政策議題發表意見。在2012年2月3日，其位於赤柱村道一私人屋苑內的官邸遭匪徒入屋爆竊，兩部手提電腦和20,000港元現金被偷走，駐港領事館方面拒絕透露手提電腦是否存有敏感資料。
在2012年3月，外交部宣佈奚安竹將於同年9月卸任退休，並由英國駐俄羅斯莫斯科的貿易及投資處處長兼參贊（經濟、科技創新及氣候事務）吳若蘭接任。奚安竹在同年9月29日正式卸任，吳若蘭遂成為歷來首位出任駐香港總領事的女性。
從外交部退休後，奚安竹在2015年4月重返香港，獲聘接替退休的夏偉邦准將（Brigadier Christopher Hammerbeck）出任香港英商會行政董事。2021年6月，於倫敦接替盧墨雪擔任英中貿易協會總裁。

## 家庭
奚安竹在1983年娶海倫·伊莉莎伯·博特（Helen Elizabeth Pott）為妻，兩人育有三名兒子。

## 注腳
1. 1 2  , China–Britain Business Council, 2021-05-15  [2021-12-07], （原始内容存档于2021-12-07）
2. ↑  〈奚安竹：新聞自由長期受到威脅〉，《信報財經新聞》，2011年5月4日。
3. ↑  〈英國駐香港及澳門總領事奚安竹於中大演講探討香港在氣候轉變的全球挑戰中的角色 （页面存档备份，存于）〉，香港中文大學，2008年10月20日。
4. ↑  〈英駐港總領事官邸遭爆竊 （页面存档备份，存于）〉，《東方日報》，2012年2月4日。
5. ↑  Woodhouse, Alice, "British chamber executive director Christopher Hammerbeck retires after 21 years at helm in Hong Kong （页面存档备份，存于）", The South China Morning Post, 4 February 2015.

## 外部連結
- 英國駐香港及澳門總領事館 （页面存档备份，存于）

| 外交職務      | 外交職務                                         | 外交職務      |
| ------------- | ------------------------------------------------ | ------------- |
| 前任： 柏聖文 | 第5任英國駐香港及澳門總領事 2008年4月－2012年9月 | 繼任： 吳若蘭 |